# Бунгома (город)
Бунгома (англ. Bungoma) — город в Западной провинции Кении. Административный центр одноимённого округа. Расположен в 325 км к северо-западу от Найроби, недалеко от границы с Угандой. Высота города над уровнем моря составляет 1385 м. Через Бунгому проходит Угандийская железная дорога.
По состоянию на 2012 год население города составляло 84 042 человека. В населённом пункте находится центр епархии Бунгомы.
Экономика города и прилегающей части округа основана главным образом на сельском хозяйстве. Основной с/х культурой региона является сахарный тростник; в округе располагается несколько крупных сахарных фабрик и множество мелких предприятий. Для собственных нужд населением выращивается кукуруза, просо и сорго; развиты молочное животноводство и птицеводство.